# Ataques iraníes contra Israel de octubre de 2024
Los ataques iraníes a Israel de octubre de 2024 se produjeron el 1 de octubre de 2024 cuando Irán lanzó 181 misiles balísticos contra objetivos en Israel en al menos dos oleadas, la mayor escalada durante el actual conflicto entre Irán e Israel. El ataque con misiles fue bautizado por Irán como Operación Verdadera Promesa 2 (en persa: عملیات وعده صادق ۲). La Operación Verdadera Promesa 1 fue otro ataque a distancia iraní contra Israel en abril de ese año.
El ataque provocó que sonaran sirenas en todo el país y se informara de explosiones en varias áreas del país, incluidas Jerusalén y Tel Aviv. Varios impactos directos alcanzaron la base aérea de Nevatim en el Néguev. El ataque con misiles dañó varios lugares, incluida una escuela en Gedera ubicada junto a una base aérea y un restaurante en Tel Aviv. Dos israelíes resultaron levemente heridos, mientras que un palestino murió por la caída de los restos de un misil iraní en Cisjordania.
Irán dijo que el ataque fue en «defensa propia», y citó el asesinato por parte de Israel del líder de Hamás, Ismail Haniyeh, en suelo iraní, y sus asesinatos del líder de Hezbolá Hasán Nasralá y del general iraní Abbas Nilforoushan. A principios de año, en abril, Israel atacó el consulado de Irán en Damasco, seguido por un ataque de Irán a Israel, seguido por un ataque de Israel a Irán.
Israel informó haber interceptado una «gran cantidad» de misiles y estableció censura sobre el daño que sufrió, mientras que el Pentágono estadounidense confirmó que la Armada de los Estados Unidos disparó alrededor de una docena de interceptores, con la ayuda de socios no especificados. Jordania también declaró que sus defensas aéreas interceptaron varios misiles y drones sobre su espacio aéreo. El primer ministro israelí, Benjamin Netanyahu, declaró que Irán cometió un «gran error» y prometió que «pagará» por ello. Estados Unidos prometió «severas consecuencias» y se comprometió a colaborar con Jerusalén para garantizar que Irán pague un precio por sus acciones. Irán ha amenazado con llevar a cabo «ataques aplastantes» si Israel responde.
El 26 de octubre se produjeron unos ataques israelíes contra Irán en represalia.

## Antecedentes

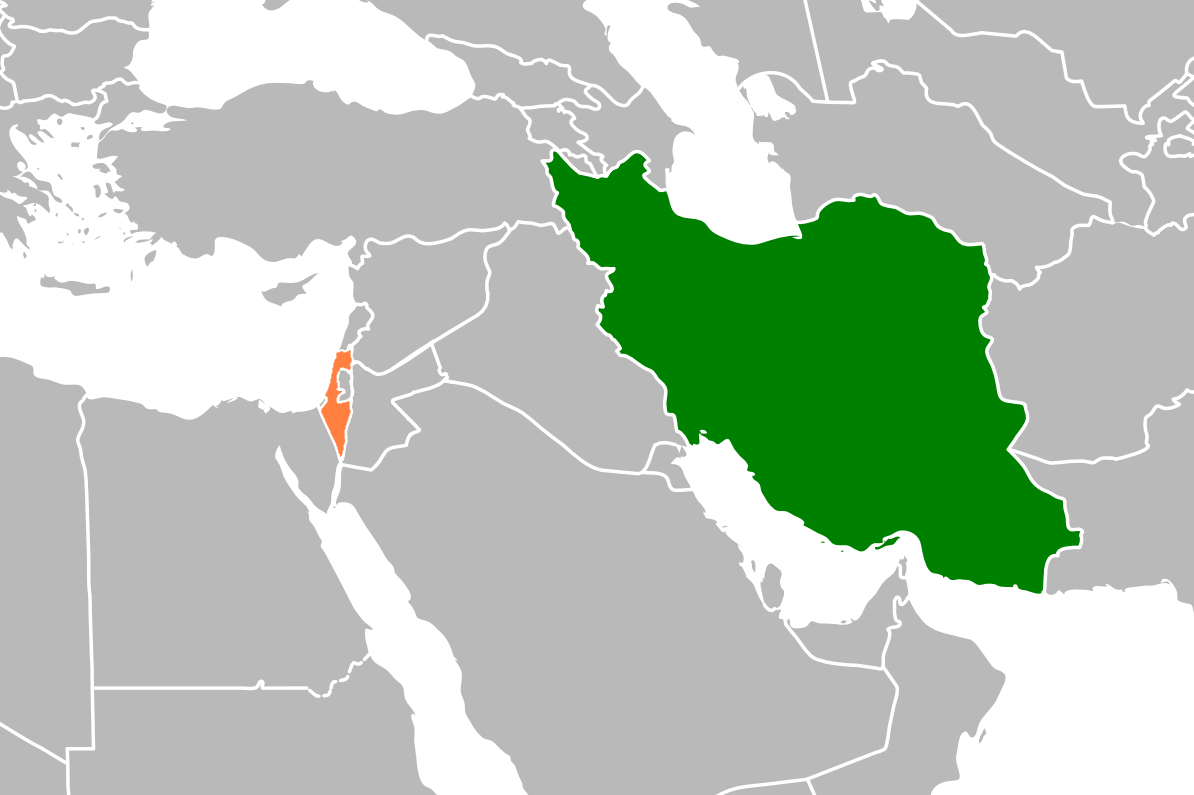
Israel (naranja) e Irán (verde).

El 31 de julio de 2024, Ismail Haniya murió mientras se encontraba en Teherán con motivo de la toma de posesión de Masoud Pezeshkian como presidente de Irán. La Guardia Revolucionaria Iraní atribuyó la muerte a Israel y anunció que la vengaría.
El 27 de septiembre, la Fuerza Aérea Israelí llevó a cabo una operación militar, contra el cuartel general de Hezbolá en el barrio Dahiya de Beirut. El objetivo del ataque era el secretario general del grupo terrorista Hezbolá, Hasán Nasralá, quien murió en el ataque junto con Ali Karkiy otras figuras de alto rango en el liderazgo de la organización terrorista.
El 1 de octubre, El Pentágono informó que Irán tenía la intención de lanzar misiles balísticos contra Israel. Unos minutos antes de que ocurriera el ataque, el Comando del Frente Interno ordenó a los residentes del Distrito Central, Jerusalén y Be'er Sheva que se dirigieran a las áreas protegidas cuando sonara la sirena y que permanecieran allí hasta nuevo aviso, contrariamente a las regulaciones habituales que requieren una estadía de unos 10 minutos en el área protegida. Poco después del anuncio, sonaron las sirenas en la región de Sharon y Samaria sobre el lanzamiento de cohetes desde el Líbano, que fueron interceptados por los sistemas de defensa aérea.

## Ataque

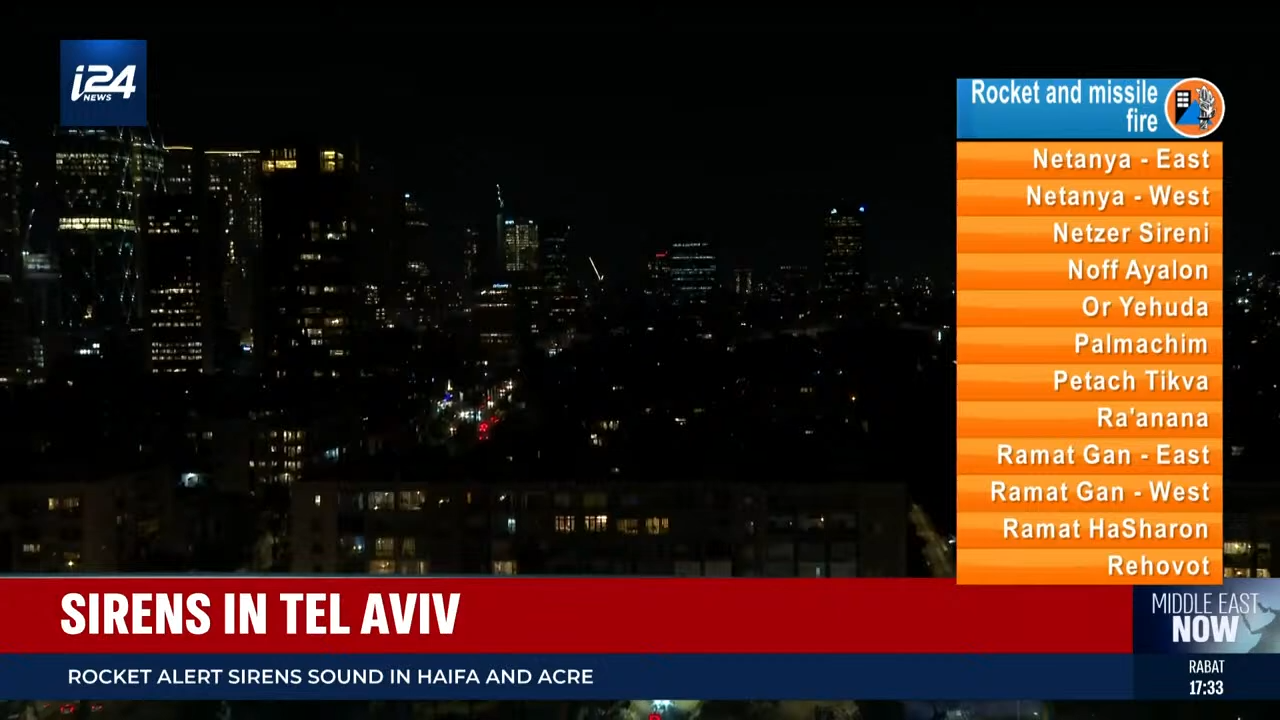
Alertas de televisión durante el ataque iraní de octubre de 2024

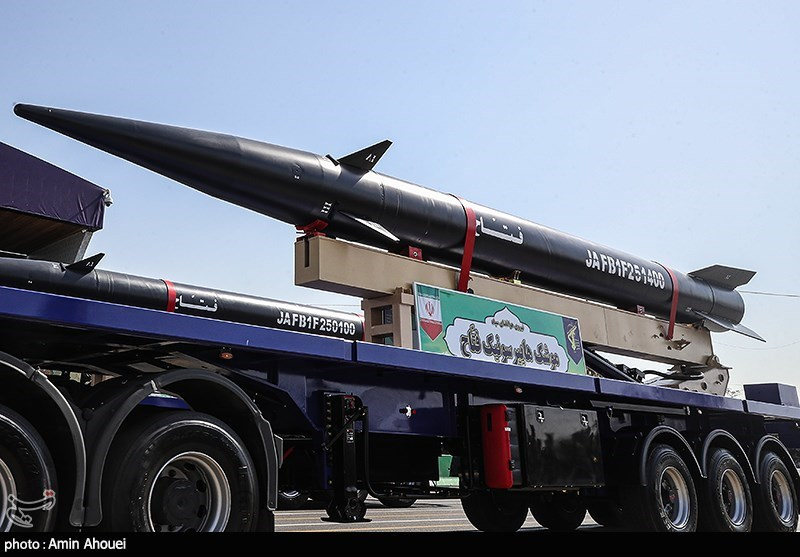
Un misil Fattah en un desfile militar iraní en 2023.

A las 19:31 horas comenzó la ofensiva con la activación de alertas en el Néguev central. Cuando comenzó el ataque, las sirenas sonaron en cientos de comunidades de todo el país, incluidas áreas como Mitzpe Ramon y Hadera, donde se activó el alerta por primera vez en años. El ataque incluyó el lanzamiento de unos 180 misiles balísticos contra Israel, al parecer fueron misiles hipersónicos del tipo Fattah, la mayoría de los cuales fueron interceptados, sin provocar graves daños personales. Se activaron un total de 1864 alertas durante el ataque.
Por primera vez, el Comando del Frente Interno utilizó tecnología de transmisión celular para enviar alertas a los residentes.
Un residente palestino de Jericó murió, y 2 israelíes resultaron heridos por misiles que cayeron en el norte de Tel Aviv.
Durante el ataque, el espacio aéreo israelí fue cerrado brevemente y dos aviones de El Al que tenían previsto aterrizar en el aeropuerto Ben-Gurion fueron desviados para aterrizar en el aeropuerto Internacional de Larnaca.
Luego de aproximadamente una hora en la que hubo la orden de permanecer en las áreas protegidas, alrededor de las 20:20 horas, el Comando del Frente Interno informó a los pobladores del centro que era posible abandonar las áreas, y a las 20:40 horas en el sur.

## Consecuencias
El 26 de octubre de 2024, Israel lanzó una serie de ataques aéreos contra Irán. Según las Fuerzas de Defensa de Israel (FDI), los ataques tuvieron como objetivo instalaciones militares iraníes, incluidas instalaciones de defensa aérea y producción de misiles, y todos los aviones israelíes regresaron sin sufrir daños.

## Análisis
Arash Azizi, que escribe para The Atlantic, enmarca los ataques con misiles de Irán como una maniobra del líder supremo Jamenei para salvar la reputación de su gobierno. Azizi señala que "Teherán estaba perdiendo prestigio rápidamente, y Jamenei aparentemente decidió apuntalar su credibilidad antiisraelí". Afirma además que la escalada marca un "momento aterrador para Irán", después de que el país ha mantenido durante mucho tiempo una posición de apoyo a las milicias opuestas a Israel y los intereses occidentales, evitando al mismo tiempo el conflicto directo. Azizi sostiene que este enfoque nunca fue sostenible, ya que las capacidades militares de Irán están muy por debajo de las de Israel, y su población, que sufre problemas económicos, no comparte la hostilidad del régimen hacia Israel. Además, los débiles sistemas de defensa aérea de Irán dejan a la nación vulnerable.
Euronews informó que algunos observadores consideraron que el ataque con misiles de Irán fue una costosa exhibición orquestada para influir en la opinión pública. El medio también señaló que el momento y la amplia distribución de los ataques durante las horas pico generaron especulaciones sobre si el ataque fue planeado para moldear la opinión pública.
El Wall Street Journal señaló que el ataque con misiles "significa que Irán ahora enfrenta golpes potencialmente devastadores a su propia infraestructura militar o civil, abriendo una espiral de escalada contra un enemigo más poderoso". El New York Times informó que después de los ataques iraníes, "Israel parece dispuesto a atacar a Irán directamente, de una manera mucho más enérgica y pública que nunca". Esfandyar Batmanghelidj, director ejecutivo del grupo de expertos Bourse and Bazaar, dijo al WSJ que Irán carece de la capacidad industrial para un conflicto prolongado y no puede depender de Rusia para el reabastecimiento, ya que Rusia necesita sus misiles para la guerra en Ucrania. Sugirió que si Israel toma represalias significativas, sería en interés de Irán absorber el golpe en lugar de escalar las tensiones.
El Instituto para el Estudio de la Guerra dijo que los ataques probablemente tenían como objetivo infligir daños significativos a través de la sobresaturación de las defensas aéreas israelíes, ya que Irán utilizó más misiles balísticos, en lugar de misiles de crucero de movimiento lento, una gran cantidad de misiles utilizados para sobresaturar el sistema de defensa aérea de Israel, y el costo de los misiles hizo que los ataques fueran poco probables solo por exhibición.
The Economist señaló que el ataque parecía ser un intento de "abrumar los sistemas de defensa antimisiles de Israel por la fuerza de los números", pero "fracasó casi por completo", ya que "la mayoría de los misiles fueron interceptados y destruidos en el aire. Un puñado evadió la redada pero causó pocas víctimas". El informe sugirió además que la represalia de Israel podría ser "de una magnitud mucho mayor", posiblemente apuntando a los líderes de Irán, la infraestructura crítica o las terminales petroleras para llevar la economía en crisis de Irán al borde del abismo. Según el informe, Israel también podría atacar las instalaciones nucleares de Irán, donde se sospecha que se están desarrollando armas nucleares.